# Aloysio de Andrade Faria
Aloysio de Andrade Faria (Belo Horizonte, 9 de novembro de 1920 – Jaguariúna, 15 de setembro de 2020) foi um banqueiro e empresário brasileiro que construiu uma trajetória de sucesso ao fundar o Conglomerado Real e, em seguida, o Conglomerado Alfa. 
Formado em medicina, Aloysio Faria estabeleceu sua jornada como banqueiro. Com espírito empreendedor e visionário, teve um papel importante para consolidar as empresas que idealizou. 
Atualmente, o Alfa é formado por empresas que atuam em diversos segmentos, como banco e serviços financeiros, seguradora, corretora, inovação, empresas de agronegócio, materiais de construção, alimentos, comunicação, cultura, rede de hotelaria e lazer. 

## Biografia
Natural de Belo Horizonte, Dr. Aloysio Faria, como era conhecido, construiu um legado sólido ao longo do último século. Nascido em 1920, cresceu em Minas Gerais, onde acompanhou o surgimento e o crescimento do Banco da Lavoura de Minas Gerais, organização fundada em 1925 por seu pai, Clemente Faria. 
Aloysio cursou medicina na Universidade Federal de Minas Gerais, onde se formou em 1944 e, depois, especializou-se em gastroenterologia. Faria optou por não seguir a carreira de médico e passou a ocupar um cargo na diretoria do Banco da Lavoura. Foi na jornada como banqueiro que se consolidou profissionalmente [¹]. 
Clemente Faria, o patriarca, faleceu em 1948 e seus filhos, Aloysio e Gilberto Faria, herdaram a gestão dos negócios. Anos depois, Gilberto deixou a gestão do grupo, e Aloysio passou a administrar os negócios.
Uma das primeiras ações de Aloysio Faria como único gestor do banco foi alterar o nome da instituição para Banco Real, em 1971. A mudança marcou uma trajetória de sucesso, já que o banco teve um papel importante no desenvolvimento do País [2]. 
Dr. Aloysio conhecido pelo desejo incansável de fazer negócios e encontrar boas oportunidades, tornou-se também, controlador do Delta Bank, com operação nos Estados Unidos e nas Ilhas Cayman. 
Em 1998, vendeu o controle acionário do Banco Real ao ABN Amro Bank. A transação marcou o início de uma nova etapa na sua jornada. Em busca de soluções inovadoras, serviços eficazes e produtos de qualidade, nasceu o Conglomerado Financeiro Alfa. O olhar empreendedor dele foi um fator fundamental neste processo. 
Sempre em busca de bons resultados, Aloysio Faria montou um conglomerado de empresas, passando a ser responsável, não só pela gestão do banco de investimento, mas também de uma seguradora, uma corretora, um banco comercial, uma empresa de previdência privada, uma financeira e uma empresa de arrendamento mercantil. 
Foi responsável, ainda, por idealizar outras empresas, em segmentos distintos, no Conglomerado Alfa. Entre as instituições estão a C&C Casa e Construção, o Transamérica Expo Center, a rede de Hotéis Transamérica, a Rádio Transamérica, a Agropalma, uma das maiores produtoras de óleo de palma da América Latina [3], e, inclusive, a sorveteria La Basque, um projeto especial para ele. Amante de sorvetes, Dr. Aloysio foi o responsável pela primeira sorveteria premium no País [4]. E o que poucos sabem é que ele fazia questão de escolher pessoalmente os sabores [5]. Na década de 1980, Dr. Aloysio adquiriu a Águas Prata, tradicional envasadora de águas minerais.
Mesmo afastado da medicina, ao longo das últimas décadas, fez diversas doações para saúde e educação. Entusiasta das artes, Dr. Aloysio Faria foi diretor do Museu de Arte Moderna de Belo Horizonte e também do Museu de Arte de São Paulo (Masp). Valorizou as iniciativas culturais ao criar o Instituto Alfa de Cultura, mantenedor do Teatro Alfa, reconhecido pela qualidade de sua programação e por iniciativas socioculturais como o “Descobrindo o Teatro” e o “Alfa Criança”. 
Enquanto estava à frente dos negócios, Dr. Aloysio encontrou o caminho ideal para implementar suas ideias e, mais do que isso, para inspirar pessoas. Além do legado de sucesso que deixou, é lembrado por sua integridade, ética e dedicação [7]. 
De acordo com a revista da Época Negócios, apareceu como a 21ª pessoa mais rica do Brasil em 2017 com patrimônio de US$ 2,4 bilhões.
No dia 15 de setembro de 2020, em Jaguariúna, Aloysio de Andrade Faria faleceu aos 99 anos. e deixou cinco filhas, netos e bisnetos. 

## Conglomerado Alfa

### Rede Transamérica de Comunicação
- Rede Transamérica (São Paulo, Rio de Janeiro, Brasília, Belo Horizonte, Salvador, Recife, Curitiba e afiliadas)

### Financeiras
- Banco Alfa
- Financeira Alfa
- Alfa Seguros
- Alfa Previdência
- Corretora Alfa

### Inovação
- Alfa Collab

### Material de construção
- C&C Casa e Construção

### Agropecuária e agroindustrial
- Agropalma

### Águas Minerais e Mixers
- Águas Prata
- Prata Mixers

### Sorveterias
- La Basque
- Sorvetes Baden Baden

### Cultura
- Teatro Alfa

### Eventos
- Transamerica Expo Center

### Hotelaria
- Hotel Transamérica;
- Transamérica Resort Comandatuba